# Mougeotia
Genre
Mougeotia est un genre d'algues vertes de la famille des Zygnemataceae.
Mougeotia gracillima, présente régulièrement des développements massifs dans le Léman (2001, 2007, 2009). Les raisons de ses forts développements sont liées à plusieurs facteurs environnementaux. Il faut tout d'abord que la masse d'eau soit bien stratifié thermiquement, ensuite que les couches de surface (entre 0 et 10 mètres soient bien transparentes) et que les couches d'eau plus profondes (en dessous de 10-15 mètres) soient riches en nutriments. Mougeotia gracillima se développe alors à l'interface de ces deux couches, entre 10 et 15 mètres de profondeur.

## Étymologie
Ce taxon a été nommé en l'honneur du botaniste et algologue français, Jean-Baptiste Mougeot.